# エクトール・ギマール
エクトール・ギマール（Hector Guimard, リヨン、1867年3月10日 – ニューヨーク、1942年5月20日）は、フランスの建築家で、同国におけるアール・ヌーヴォーの代表者。

## 研究の日々
建築を研究してゆく中で、ギマールはヴィオレ・ル・デュクの理論に出会った。1863年以降、この理論はアール・ヌーヴォーのその後の構築原理の基礎をなすものとなる。ギマール一流のスタイルへの転換は、それ以上に唐突なものだった。ブリュッセルを旅したおり、彼はヴィクトール・オルタのタッセル邸を訪れたのだが、この間に転換は起こったのである。このときの転換をはっきりと表しているのがカステル・ベランジェ（1898年）であるが、この転換は2つの遺産の衝突の様相を呈している。すなわち、中世の巨大建築の影響を受けた幾何学的な立体の上に、ベルギー由来の「鞭の一撃」と呼ばれる有機的な線が溢れんばかりに広がるというものである。

## まばゆい栄光

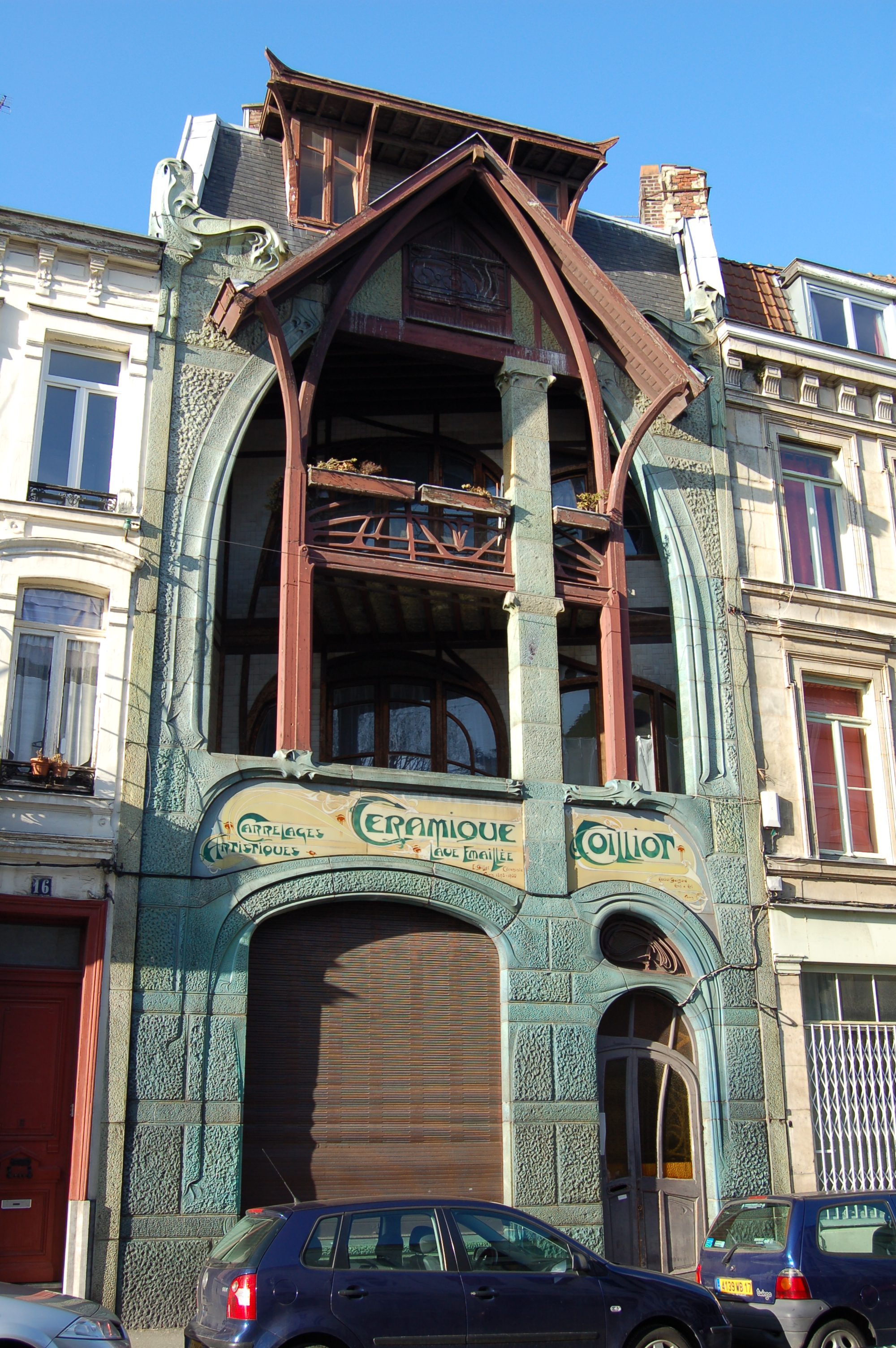
ベルギー国境に近いリールにあるギマール作品、1900年

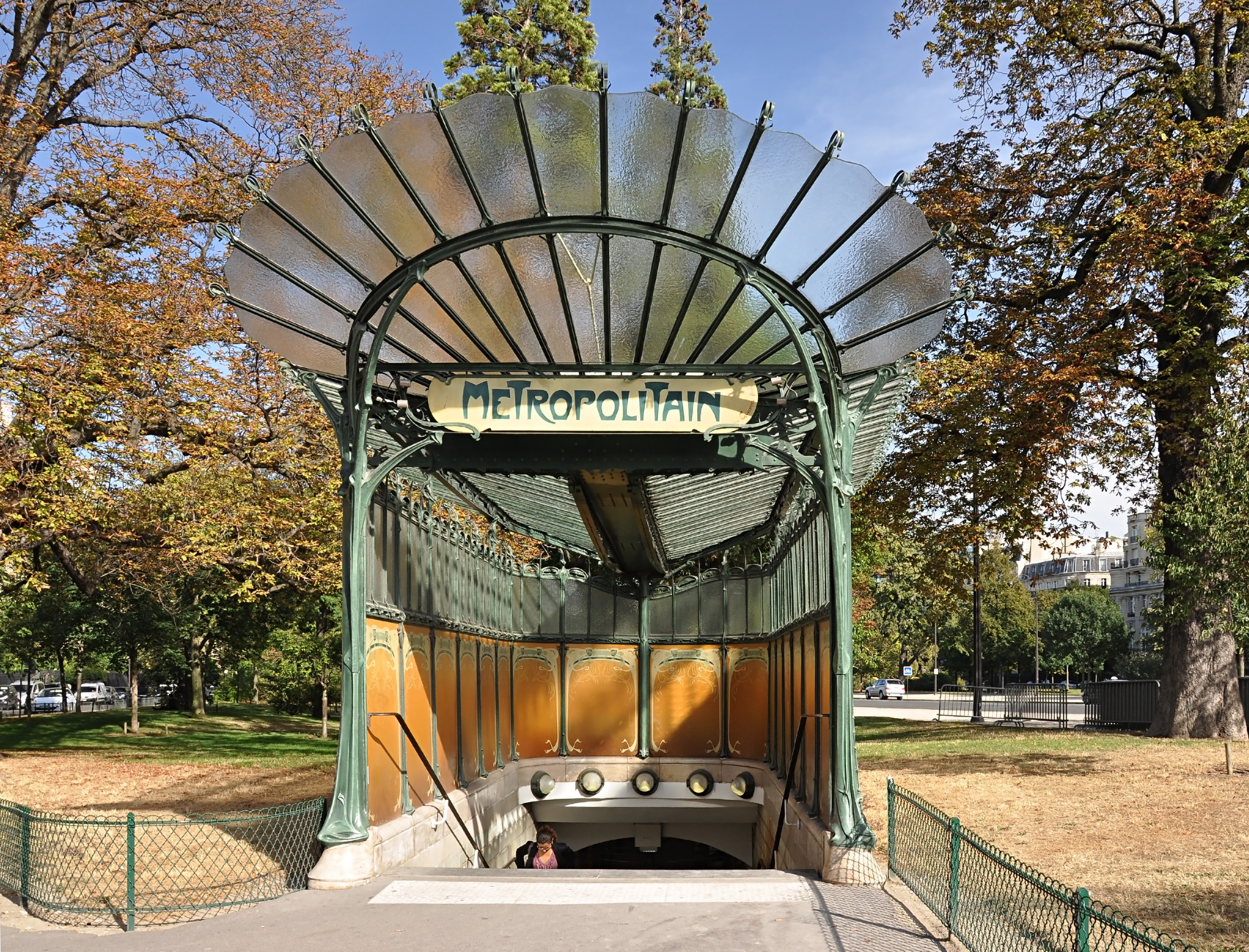
パリのメトロを飾る入口

カステル・ベランジェによってギマールの名は急速に知られることになり、多くの注文が舞い込むことで、彼は自身の美学――とりわけ調和、およびスタイルの連続性（アール・ヌーヴォーの主な理想）――の研究を以前にまして推し進めることができるようになった。そしてそのことが、1909年のギマール邸（富裕なアメリカ人妻で画家のアドリーヌ (fr) への結婚プレゼント）を頂点とする、インテリア装飾のほぼ全体主義的なデザインへと彼を導いたのであった。その卵形の部屋には、建物の統一的な構成要素としてのユニークな家具類が備えつけられていた。
ヴィクトール・オルタ特有の光窓は、ギマールの作品にはむしろ欠けた要素であるが（1911年のメザラ邸という後期の例を除けば）、ギマールは彼の建築物の容積測定において、驚くべき空間的実験を行った。特にコワイヨー邸とその困惑を誘うダブル・ファサード（1898年）、ヴィラ・ラ・ブリュエットとその美しい容積的調和（1898年）、そしてとりわけカステル・アンリエット（1899年）とカステル・ドルジュヴァル（1905年）。これはすなわちル・コルビュジエ理論の25年前における、力強く非対称的な「フリー・プラン」の過激なデモンストレーションである。しかしながら、対称性は捨て去られたわけではない。1905年の豪奢なノザル邸は、ヴィオレ・ル・デュックの提唱した方形図の合理的配置を利用している。
構造上の革新性も損なわれることはなかった。例えばすばらしいコンサートホール・アンベール＝ドゥ＝ロマン（1901年）では、複雑に入り組んだフレームによって音波が分離されることとなり、それが完璧な音響効果につながった。あるいはギマール邸（1909年）では、土地の狭さのために建築家は外壁上のいかなる支持機能をも排除することができ、そのため階ごとにそれぞれ異なった内部の空間構成が可能になった。
非常に好奇心旺盛なギマールはまた、新しい芸術を大々的に普及させたいと願っていたかぎりで、工業的規格化の先駆者でもあった。この領域で彼は本当の成功を（スキャンダルもあったが）味わった。それがかの有名なメトロ (パリ)、すなわちヴィオレ・ル・デュクの構造装飾原理が成功を収めた、組み換え自在な構築物である。このアイディアは1907年にも（あまり成功しなかったが）建築物に装着可能な鋳鉄部品カタログ「芸術的鋳鉄、ギマール様式」で再び採用された。
全世界的な建築の枠組みにおいては、彼の芸術作品に内在する考え方は、形式の連続性（これが1903年の「ビネルの花瓶」のように、独特な本体部分にあらゆる実用的機能を融合させることを可能にした）、および直線的な連続性（華奢で均整のとれたシルエットをもつ彼の家具類のデッサンに見られるような）という同一の理想に由来するものだった。
彼独特の様式についての語彙は、まったく抽象的な意味にとどまるが、特にイメージ喚起的な植物有機体から来ている。刳形（くりがた）や渦巻き模様は、石材にも木材にもつけられている。ギマールは、ステンドグラスに（メザラ邸、1910年）、あるいは陶製パネルに（コワイヨー邸、1898年）、金具類に（カステル・アンリエット、1899）、壁紙に（カステル・ベランジェ、1898年）、布地に（ギマール邸、1909年）、同様の闊達さを付与するような、さまざまな抽象的作品を生み出したのである。

## 忘却
しかし、こうした目覚ましい発明の数々やあらゆる方面へのデモンストレーションにもかかわらず、新聞や人々の目は急速にギマールから（その作品というよりも、いらだつこの男から）離れていった。そして彼自身こそが、アール・ヌーヴォーの代表者にふさわしい人物として、この運動の理想の抱える本質的な矛盾の犠牲者となったのであった。すなわち、彼の最も完成された製作物が、大多数の人々にとって金銭的な意味でアクセスできないものであったし、そしてその逆に、彼の規格化への試みは、彼自身の語彙にそぐわないものだった。戦争を恐れて亡命したニューヨークで（彼の妻はユダヤ人だった）1942年に没したとき、ついに彼は完全に忘れ去られたのだった。

## 再評価
多くの作品が解体されてしまった後になって、個々の調査者たち（第一世代の「エクトール研究家」たち）は、1960～1970年ごろ、このギマールとその作品世界を再発見するにいたり、またその歴史を丹念に再構成している。こうした作業の大半はすでに完了しているが、アール・ヌーヴォーの「すばらしい表現」（ル・コルビュジエ）から100年、フランスにおいてエクトール・ギマールの多くの建築物は公開されておらず、ギマール美術館も整備されていないのが実情である。

## 年譜
- 1882年 パリ装飾美術学校 École des Arts Décoratifs de Paris にてシャルル・ジュニュイに師事。
- 1885年 パリ芸術学校 École des Beaux Arts de Paris。
- 1889年 パリ万国博覧会：電気館。
- 1891年 装飾芸術学校の教師となる。1900年まで同職。
- 1891年 ロッツェ邸 Hôtel Roszé（ボワロー通り rue Boileau、パリ16区）。
- 1894年 ジャスデ邸 Hôtel Jassedé（シャルドン＝ラガーシュ通り rue Chardon-Lagache、パリ16区）、デルフォー邸 Hôtel Delfau（モリトール通り rue Molitor、パリ16区）、ポール・アンカーとの出会い、ドゥヴォ＝ロジーとミラン＝ドゥヴォ教会 Chapelle Devos-Logie et Mirand-Devos（ゴナール墓地、ヴェルサイユ）。
- 1895年 カルポーのアトリエ Atelier Carpeaux（オートゥイユのエグゼルマン大通り boulevard Exelmans、パリ16区）、サクレ・クール小学校 École du Sacré Cœur、ヴィクトール・オルタとの出会い、カステル・ベランジェ（［ジャン・ド・］ラ・フォンテーヌ通り rue [Jean de] La Fontaine 14番地、パリ16区）の建設着工。
- 1896年 ラ・ユブロティエール（ヴェジネ）。[20]
- 1897年 ギマール、カステル・ベランジェ（低家賃集合住宅）に転居。
- 1898年 カステル・ベランジェ建設終了。当時の人々に「デランジェ（迷惑）」 とあだ名される。
- 1899年 ヴィラ・ラ・ブリュエット（エルマンヴィル、カルヴァドス）、コンサート・カフェ「オ・グラン・ネプチューン Au grand Neptune」（オトゥイユ河岸 quai d'Auteuil、パリ16区）。
- 1900年 コワイヨー邸 Maison Coilliot（フルーリュス通り rue Fleurus 14番地、リール）、パリのメトロ駅入口・駅舎の建設。
- 1901年 アンベール＝ドゥ＝ロマン・ホール（パリ）、カステル・アンリエット Castel Henriette（ビネル通り rue des Binelles、セーヴル、オー＝ド＝セーヌ）。
- 1903年 カステル・ヴァル Castel Val（ムリエール通り rue des Meulières 4番地、オーヴェル＝シュル＝オワーズ）、ヴィラ・ラ・サピニエール Villa La Sapinière（エルマンヴィル）。
- 1904年 レオン・ノザル邸 Hôtel Léon Nozal（パリ16区）、カステル・ドルジュヴァル Castel d'Orgeval（ラ・マール＝タンブール通り avenue de la Mare-Tambour 2番地、ヴィルモワソン＝シュル＝オルジュ）。
- 1905年 ドゥロン・ルヴァン邸 Hôtel Deron Levent（パリ16区）。
- 1909年 シャレー・ブラン Chalet Blanc（リセ通り rue du Lycée 2番地、ソー）、トレモワ集合住宅 immeuble Trémois（フランソワ＝ミレー通り rue François Millet 11番地）、アデリーン(アドリーヌ)・オッペンハイムと結婚、三角形の区画にギマール邸 Hôtel Guimard（モーツァルト (モザール) 通り avenue Mozart 122番地、パリ16区）。
- 1910年 メザラ邸 Hôtel Mezzara（［ジャン・ドゥ・］ラ・フォンテーヌ通り rue [Jean de] La Fontaine 60番地、パリ16区）。
- 1913年 パリ・パヴェ通りのシナゴーグ （パヴェ通り rue Pavée 10番地、パリ4区）、ヴィラ・エムシー Villa Hemsy （クリヨン通り rue Crillon 3番地、サン＝クルー）。
- 1924年 ヴィラ・フロール Villa Flore（モーツァルト通り avenue Mozart、パリ16区）。
- 1926年 Immeuble de rapport（アンリ・エーヌ通り rue Henri Heine、パリ）。
- 1928年 Immeuble de rapport（グルーズ通り rue Greuze、パリ）。
- 1938年 ギマール夫妻、ニューヨークへ移住。